# تيتا ألف مرة (فلم)
تيتا ألف مرة (بالإنجليزية: Teta, Alf Marra) هو فيلم وثائقي تم إنتاجه في لبنان وقطر وصدر في سنة 2010.

## القصة
الجدة فاطمة تترأس عائلة قعبور وهي غنية عن التعريف في الحي البيروتي حيث تقيم. يعرض الوثائقي شخصيتها المحبة للحياة وعشقها لزوجها, عازف الكمان الراحل. يجمع تيتا ألف مرة الجد, الجدة والحفيد في تسلسل سينمائي يكاد أن يكون أزلياً.
ويتميز فيلم “تيتا ألف مرة” بأنه الوثائقي الأول الذي تخرجه Veritas Films من مقرها في أبوظبي. كما يعتبر الوثائقي الأول من نوعه المُنتج من قبل أحد شركاء twofour54 والذي يتم عرضه في صالات السينما الإماراتية.
ويعتبر فيلم “تيتا ألف مرة” أنجح فيلم وثائقي عربي في 2010، حيث عرض في عدة المهرجانات العالمية وقدتم عرضه في 28 مدينة دولية في عام من المدن : بيونس آيريس، نيويورك، رودتردام وموباي.و حاز الفيلم على جوائز عالمية كجائزة “أفضل فيلم” في مهرجان لندن الدولي للأفلام الوثائقية، وبجائزتي “إختيار الجمهور” في مهرجان الدوحة ترايبكا السينمائي بقطر وفي أيام سينما الواقع “Dox Box”. كما تم إختياره لإفتتاح “متحف: المتحف العربي للفن الحديث”  بالدوحة.

## وصلة خارجية
- مقالات تستعمل روابط فنية بلا صلة مع ويكي بيانات
- مشاهدة الفيلم على موقع سينموز